# Alcon
Pour les articles homonymes, voir Alcon (homonymie).
 (novembre 2016).
Si vous disposez d'ouvrages ou d'articles de référence ou si vous connaissez des sites web de qualité traitant du thème abordé ici, merci de compléter l'article en donnant les références utiles à sa vérifiabilité et en les liant à la section « Notes et références ».
Alcon est une entreprise suisse du secteur pharmaceutique, fondée à l'origine aux États-Unis.
Le siège social de l'entreprise est basé à Hünenberg dans le canton de Zoug en Suisse. Alcon, qui appartenait auparavant au groupe Nestlé, a été racheté en 2008 par le groupe pharmaceutique Novartis. Les produits vendus sous la marque CIBA Vision (Novartis) le sont désormais sous celle d'Alcon.

## Histoire
L'entreprise a été fondée en 1945 à Fort Worth au Texas par Robert Alexander et William Conner. Le nom d'Alcon a été imaginé en associant les premières lettres de leurs patronymes.
Initialement simple pharmacie de production, l'entreprise proposait aux médecins locaux les produits dont ils avaient besoin et dont elle pouvait assurer la production. Rapidement, ils s'aperçurent qu'il y avait un besoin important de véritables potions ophtalmologiques et ils s'engouffrèrent dans cette spécialité avec beaucoup de succès.
En 1978, Alcon est vendue au groupe suisse Nestlé qui cherchait à s'investir dans des entreprises innovantes du secteur de la santé.
En 1979, Alcon a racheté la Texas Pharmacal Company qui est devenue Dermatological Products of Texas puis DPT Laboratories.
En 1984, Alcon a fondé un prix d'excellence technique afin de promouvoir des réalisations en recherche et développement. La gamme de produits Alcon s'est étendue des produits pharmaceutiques au domaine de la chirurgie. Aujourd'hui, Alcon est présent dans 75 pays et ses produits sont vendus dans plus de 180 pays.
En 2002, 23,2 % du capital est introduit en bourse. Nestlé a procédé à une première offre publique de 25% de ses parts dans Alcon en 2002. En juillet 2008, Novartis a acheté environ 25 % des parts de Nestlé, avec une option d'achat des actions restantes de Nestlé à partir de 2010. Novartis a acheté 52 % des parts de Nestlé pour 28,1 milliards de dollars. Cette opération a porté la participation totale de Novartis dans Alcon à 77%. À partir de janvier 2010, Novartis a annoncé poursuivre le rachat de part d'Alcon.
Le 7 avril 2008, le groupe Nestlé annonce la vente à Novartis de 77 % d'Alcon, leader mondial des produits ophtalmiques, pour 38 milliards d'euros — 24,85 % immédiatement pour 11 milliards d'euros et le complément d'ici 2011.
Le 29 mars 2010, Alcon a racheté Durezol et Zyclorin à Sirion Therapeutics. Le 28 juin 2010, le Comité Indépendant d'Alcon a annoncé qu'une recommandation du Comité était une première étape indispensable avant que le conseil d'administration de la société puisse décider de la proposition de fusion de Novartis AG, réfutant les implications de Novartis selon lesquelles elle serait en mesure d'imposer unilatéralement la fusion indépendamment de la position du Comité Indépendant d'Alcon une fois que Novartis serait devenue l'actionnaire majoritaire d'Alcon. Le 8 juillet 2010, le comité d'administrateurs indépendants d'Alcon avait mis en place un fonds de litige de 50 millions de dollars pour s'assurer que les actionnaires minoritaires de la société obtiennent la meilleure offre de Novartis AG.
Le 9 avril 2019, Alcon a réalisé un spin-off à 100% de Novartis,,. La nouvelle société autonome vaut jusqu'à 28 milliards de francs suisses.

## Controverses
Alcon a suspendu tous ses investissements en Russie et interrompu le recrutement de chercheurs cliniques dans ce pays en avril 2022. Malgré cela, l'entreprise poursuit ses activités commerciales en Russie. Cette pause s'inscrit dans la tendance générale de l'industrie à réévaluer ses activités en réponse aux tensions géopolitiques.

## Produits
La production s'étend des soins de consommation courante aux produits pharmaceutiques en passant par les lentilles intra-oculaires et les médicaments pour les maladies ophtalmiques sévères.

## Données chiffrées
- 2007 : 5,59 milliards de dollars de chiffre d'affaires avec marge nette de 28,3 %.